# Everything's Alright Forever
 (février 2018).
Si vous disposez d'ouvrages ou d'articles de référence ou si vous connaissez des sites web de qualité traitant du thème abordé ici, merci de compléter l'article en donnant les références utiles à sa vérifiabilité et en les liant à la section « Notes et références ».
Albums de The Boo Radleys
Ichabod and I
(1990) Giant Steps
(1993)
Everything's Alright Forever est le deuxième album du groupe de shoegazing et Britpop britannique The Boo Radleys, sorti en mars 1992.

## Liste des titres
Toutes les paroles sont écrites par Martin Carr, toute la musique est composée par The Boo Radleys, sauf annotation.
| 1.    | Spaniard                     | 4:02 |
| 2.    | Towards the Light            | 1:42 |
| 3.    | Losing It (Song for Abigail) | 4:02 |
| 4.    | Memory Babe                  | 3:19 |
| 5.    | Skyscraper                   | 4:47 |
| 6.    | I Feel Nothing               | 3:06 |
| 7.    | Room at the Top              | 5:06 |
| 8.    | Does This Hurt?              | 3:57 |
| 9.    | Sparrow                      | 1:51 |
| 10.   | Smile Fades Fast             | 3:13 |
| 11.   | Firesky                      | 5:05 |
| 12.   | Song for the Morning to Sing | 2:31 |
| 13.   | Lazy Day (Carr, Boo Radleys) | 1:35 |
| 14.   | Paradise                     | 5:51 |
| 50:07 |                              |      |

| Titres bonus - Édition Japon (Creation Records, 1992) | Titres bonus - Édition Japon (Creation Records, 1992) | Titres bonus - Édition Japon (Creation Records, 1992) | Titres bonus - Édition Japon (Creation Records, 1992) | Titres bonus - Édition Japon (Creation Records, 1992) | Titres bonus - Édition Japon (Creation Records, 1992) | Titres bonus - Édition Japon (Creation Records, 1992) | Titres bonus - Édition Japon (Creation Records, 1992) | Titres bonus - Édition Japon (Creation Records, 1992) | Titres bonus - Édition Japon (Creation Records, 1992) |
| No                                                    | Titre                                                 | Durée                                                 |                                                       |                                                       |                                                       |                                                       |                                                       |                                                       |                                                       |
| ----------------------------------------------------- | ----------------------------------------------------- | ----------------------------------------------------- | ----------------------------------------------------- | ----------------------------------------------------- | ----------------------------------------------------- | ----------------------------------------------------- | ----------------------------------------------------- | ----------------------------------------------------- | ----------------------------------------------------- |
| 15.                                                   | Vegas                                                 | 3:51                                                  |                                                       |                                                       |                                                       |                                                       |                                                       |                                                       |                                                       |
| 16.                                                   | Feels Like Tomorrow                                   | 2:24                                                  |                                                       |                                                       |                                                       |                                                       |                                                       |                                                       |                                                       |
| 17.                                                   | Whiplashed                                            | 4:15                                                  |                                                       |                                                       |                                                       |                                                       |                                                       |                                                       |                                                       |
| 60:37                                                 |                                                       |                                                       |                                                       |                                                       |                                                       |                                                       |                                                       |                                                       |                                                       |

Note
- Ces trois titres bonus sont extraits de l'EP Adrenalin (Février 1992)[5].

## Crédits
| - Sice Rowbottom : chant - Martin Carr : guitare, claviers, chant - Tim Brown : basse, claviers - Rob Cieka : batterie, percussions | - Production : Ed Buller, The Boo Radleys - Ingénierie, enregistrement : Ed Buller - Ingénierie (assistant) : Andy Wilkinson, Jim Brumby, Marcus Lindsay - Artwork, design : Stephen A. Wood - Photographie : Ian Tilton, Huw Jones |